# Sete de Setembro Futebol Clube
O Sete de Setembro Futebol Clube foi um clube brasileiro de futebol, da cidade de Belo Horizonte, no estado de Minas Gerais que se licenciou da FMF após fundir seu Conselho Deliberativo ao do América Futebol Clube em 1997, devido às suas dificuldades financeiras.

## História
O Sete de Setembro foi fundado no dia 7 de setembro de 1913. Seus primeiros jogos aconteceram no campo da Chácara Negrão, na rua Itajubá, no Bairro Floresta de Belo Horizonte, entre 1943 e 1945 seu estádio foi no Campo do 5º Batalhão da Polícia Militar, atual Colégio Tiradentes no Bairro Santa Tereza e, após a Copa do Mundo de 1950, a casa do Sete de Setembro passou a ser o Estádio Raimundo Sampaio, também conhecido como Estádio Independência.
O Sete de Setembro na sua existência proporcionou aos moradores do entorno do bairro Floresta um lazer agradável que com certeza está guardado na memória de muitos. Além da quadra esportiva, da piscina, das peladas atrás das traves (gols), dos torneios envolvendo times amadores da região, do desfile da primavera do qual participavam escolas públicas, municipais e particulares, dos bailes na sede social e dos jogos das categorias de base e profissional do Sete.
Com a construção do Mineirão, o Estádio Independência caiu em um injusto esquecimento. Os torcedores e clubes não ligavam mais para o velho alçapão do Horto e para a sobrevivência do Sete de Setembro Futebol Clube, que já não tinha as rendas dos jogos do aluguel do estádio, passou a alugá-lo para outros clubes da capital para realizar treinamentos. Mas, depois da construção da Vila Olímpica, Vale Verde e Toca da Raposa essa prática foi interrompida. O resultado foi o estado de abandono em que o estádio ficou por vários anos. Porém este quadro mudou em 1986 com a reforma do Independência no governo Hélio Garcia.
Foi vice-campeão mineiro em 1919 vencendo o Yale por 2 a 1 em uma decisão da Taça de Bronze e novamente vice em 1920. Em 1944, passou a se chamar Sete de Setembro Futebol e Regatas, quando foi criada a Federação Mineira de Remo. Em setembro de 1948, voltou a atender por Sete de Setembro Futebol Clube.
Na década de 60 o Sete entrou definitivamente em decadência, pois sobrevivia até então, dos aluguéis pagos por seus rivais para uso do seu estádio. Participou de algumas edições do Campeonato Mineiro, Torneios Incentivos e da Taça Minas Gerais até 1976 e depois apenas nas divisões inferiores.
Nos registros da Federação Mineira, participou 17 vezes do Campeonato Mineiro de 1916 a 1932, quando o futebol era amador e 30 vezes da era profissional, em 1934, de 1938 a 1961, de 1969 a 1971 e de 1974 a 1976, ano que encerrou suas atividades na 1ª divisão do futebol mineiro. As últimas participações do Sete de Setembro em torneios oficiais foram na Terceira Divisão de 1997 e no Módulo II de 1998 com um convênio com a UFMG, treinado pelo Prof. Jurandir Gama Filho.
Depois disso, o Sete dedicou-se somente ao futebol de base em parceria com o América, disputando os campeonatos mineiros entre 1999 e 2001.
No fim da década de 80 e início da de 90, o conselho deliberativo do Sete foi incorporado ao América. Não há como provar o valor passado para o Sete para ocorrer a fusão, mas especula-se que a quantia foi pequena.
Em 1997, devido aos inúmeros problemas financeiros, o então presidente do América, Magnus Lívio, propôs ao seu conselho a incorporação do Sete de Setembro, que foi aceito pelas duas instituições, incluindo o seu principal patrimônio, o Estádio Independência. Seguindo o estatuto do Sete, a própria diretoria fez com que ele acabasse após a fusão.
O clube ainda seguiu com seu quadro de futebol profissional em parceria com a UFMG entre 1997 e 1998 e com as categorias de base em parceria com o América até 2001, quando encerrou suas atividades.
Em 2019 começou um trabalho de reorganização, buscando reativar seu registro inicialmente amador e posteriormente profissional.

## Principais Conquistas
No dia 2 de abril de 1922, ainda no antigo campo do Prado Mineiro, após vencer o Palestra Itália, atual Cruzeiro, e o América nas fases eliminatórias, confrontou na final do Torneio Initium o Atlético, vencendo-o por número de escanteios e conquistando o seu primeiro título oficial com a seguinte escalação:
- Veiga; Pé de Ferro, Américo; Sant'Anna, Paulo, Guilherme; Nino, Novato, Romano, Totó, Oscarlino.

Em 1956, a FMF organizou o Torneio Coronel Oscar Paschoal entre os 4 clubes eliminados do terceiro turno do Campeonato Mineiro de 1955. O Sete, mesmo perdendo para o Cruzeiro, ficou com os pontos por irregularidades do adversário, depois venceu o Metalusina de Barão de Cocais e, após um empate de 0x0 no Estádio Independência com portões abertos, contra o Asas de Lagoa Santa, conquistou o título do torneio com a seguinte escalação:
- Mão de Onça; Valter II e Ranieri; Alaor, Amauri e Mundico; Edinho, Wander, Valter I, Márcio e Vicentino. Técnico: Paulo Benigno.

Somente em 1997, o clube voltaria a conquistar um título oficial, o Campeonato Mineiro de Futebol da Segunda Divisão, vencendo o Fabril de Lavras, no Independência, com um gol de penalti aos 50 minutos do segundo tempo marcado por Fábio Menezes, irmão de Ramon Menezes, que atuou por Cruzeiro e Atlético-MG. A escalação do time campeão era:
- Laércio; Chris (Telão), Roberto, Ralf, Carlão; Willian, Lói (Léo Salazar), Clemilson, Wellington (Paulinho); Fábio Menezes, Jorge. Técnico: Jurandir Gamma Filho.

## Presidente Raimundo Sampaio
Raimundo Sampaio foi árbitro de futebol nas décadas de 30 e 40 e jogador de futebol. Dizem que ele foi um grande lateral direito nos anos 20, conhecido como Mundico e o nome Raimundo Sampaio que foi dado ao Estádio Independência é uma homenagem a este que foi um grande incentivador do futebol e esporte de modo geral em Minas Gerais.
Quando nos lembramos de Raimundo Sampaio, temos que falar também sobre o Estádio Independência, que foi o maior palco do futebol mineiro durante 15 anos até a era Mineirão, inaugurado em 1965.
A ligação de Raimundo Sampaio com o Sete de Setembro foi muito forte e muito bonita. Ele foi o símbolo maior do clube, uma pessoa que dedicou seu tempo inteiramente a este saudoso clube que era o cartão postal da região.
Praticamente, todos os jovens atletas que conviveram com o Sete de Setembro tiveram a oportunidade de fazer parte deste clube jogando em suas categorias de base e posteriormente aceitando o Sete como o segundo time do coração.
Sampaio já chegou a dizer que o Sete era mais importante na vida dele que a sua própria família. Sua vida se confundiu a história do clube a ponto do Sete ser uma espécie de sua casa própria.
Sampaio comandou o clube de forma rígida, a sua administração ficou conhecida como mão firme, o que lhe deu o título de severo e rabugento. Mas, até seus próprios adversários políticos reconheciam sua dedicação extraordinária ao clube.

## Rivais
Foram considerados seus rivais o América, o Atlético, o Cruzeiro, o Villa Nova e o Yale.

## Títulos
| ESTADUAIS | ESTADUAIS                            | ESTADUAIS | ESTADUAIS  |
|           | Competição                           | Títulos   | Temporadas |
| --------- | ------------------------------------ | --------- | ---------- |
|           | Campeonato Mineiro - Segunda Divisão | 1         | 1997       |
|           | Torneio Início                       | 1         | 1922       |

### Campanhas de destaque
- Vice-campeão Mineiro: 1919 e 1920.
- Vice-campeão da Segunda Divisão (3º Nível): 1994.
- Vice-Campeão do Torneio Início de Minas Gerais: 1920.
- Vice-Campeão Mineiro de Aspirantes: 1919 e 1950.
- Vice-Campeão do Torneio Classificatório do Mineiro: 1958.

### Outros Troféus
- Taça América-Palestra: 1924. (Disputada contra o Luzitano)
- Taça 7 de Setembro da AMCD: 1927-1928. (Disputada contra o Villa Nova)
- Taça Sport Olympic: 1929. (Disputada pelo time de Aspirantes no Festival do Olympic-BH)
- Taça Francisco Fosqueti: 1929. (Disputada contra o Calafate)
- Taça General Eletric: 1929. (Disputada contra o Alves Nogueira)
- Taça Jair Negrão: 1929. (Disputada contra o Calafate)
- Taça Dr. Pellegrini: 1929. (Disputada contra o Santa Cruz-BH)
- Taça Mário Mattos: 1934. (Disputada contra o Siderúrgica)
- Taça Baependi: 1942. (Disputada contra o Villa Nova)
- Taça Coronel Persilva: 1943. (Disputada contra o Botafogo-RJ)
- Taça 7 de Setembro: 1948. (Disputada contra o Ypiranga-SP)
- Taça 7 de Setembro: 1953. (Disputada contra o Tupynambás-JF)
- Troféu Guará: 1975. (Jair Bala como Treinador revelação)

### Artilharia
- Campeonato Mineiro de Futebol: 1960 - Miltinho com 29 gols
- Campeonato Mineiro de Futebol da Segunda Divisão: 1997 - Jorge Efraim com 7 gols

## Histórico em Competições oficiais
Campeonato Mineiro - Módulo I ou divisão principal¹
1- Durante o decorrer do tempo, as divisões do campeonato mineiro tiveram várias denominações diferentes, então a classificação está distribuída de acordo com os níveis, do 1º ao 3º